# Mariakapel (Heide, Venray)

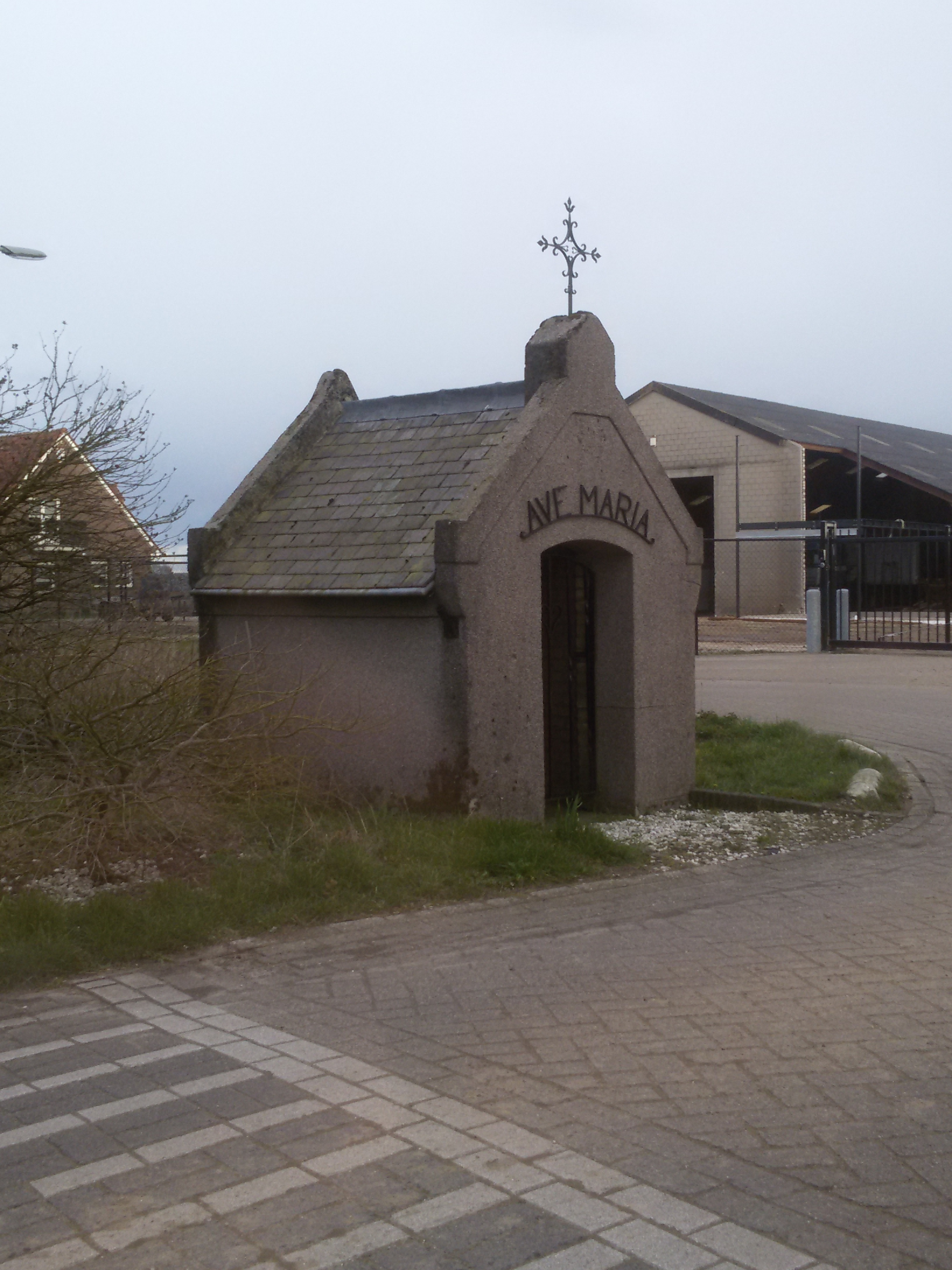
De Mariakapel

De Mariakapel is een kapel in Heide in de Nederlands Noord-Limburgse gemeente Venray. De kapel staat aan de zuidkant van het dorp op de hoek van de Heidseweg en de Begijnhofweg.
De kapel is gewijd aan Maria.

## Geschiedenis
Rond 1870 of eerder werd de kapel vermoedelijk gebouwd.
Na de Tweede Wereldoorlog was er sprake van een langdurige droge zomer. De inwoners van Heide baden toen de rozenkrans en het dorp kreeg toen te maken met een hevige regen waardoor het dorp onder water stond.

## Bouwwerk
De lage gecementeerde kapel is opgetrokken op een rechthoekig plattegrond en wordt gedekt door een verzonken zadeldak met leien. De frontgevel en achtergevel zijn een puntgevel waarbij de top van de frontgevel verhoogd is en bekroond met een smeedijzeren kruis. De kapel heeft geen vensters. In de frontgevel bevindt zich de segmentboogvormige toegang die wordt afgesloten met een smeedijzeren hek. Boven de ingang is in zwarte smeedijzeren letters een tekst aangebracht:

AVE MARIA(Wees gegroet Maria)

Van binnen is de kapel uitgevoerd in gele bakstenen. In de achterwand is een rondboogvormige nis aangebracht met een rand van rode bakstenen en een achterwand van witte tegels. In de nis staat polychroom Mariabeeldje dat een gekroonde Maria toont met in haar armen het kindje Jezus.